# Mniejszość niemiecka w Polsce

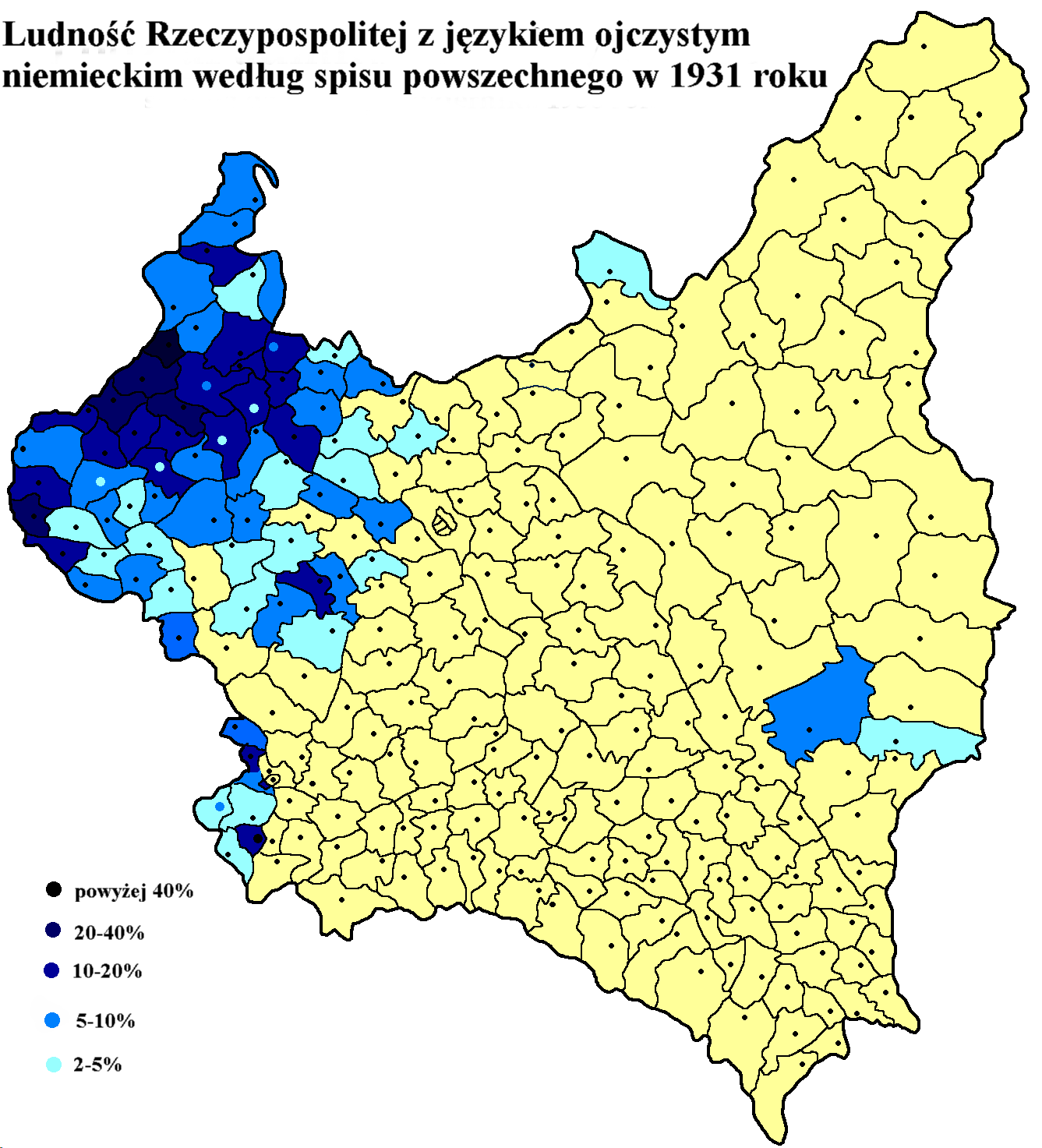
Ludność Rzeczypospolitej Polskiej z językiem ojczystym niemieckim, według spisu powszechnego 1931 roku

Majoraty i osiadłości niemieckie w Królestwie Polskiem w dniu 1 stycznia 1907 roku

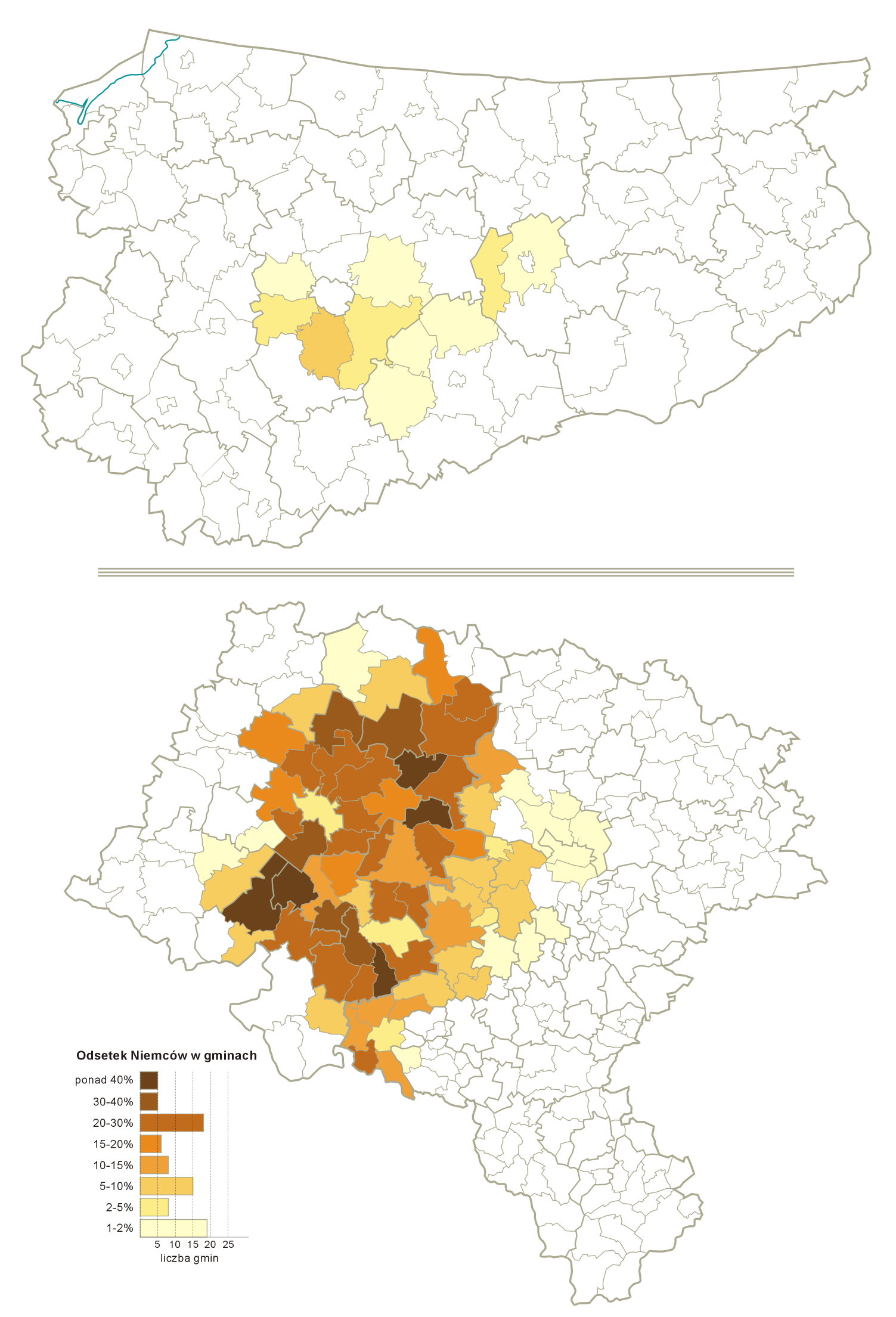
Gminy w Polsce (Warmia i Mazury oraz Górny Śląsk), w których co najmniej 1% mieszkańców określiło się w czasie spisu powszechnego z 2002 r. jako Niemcy

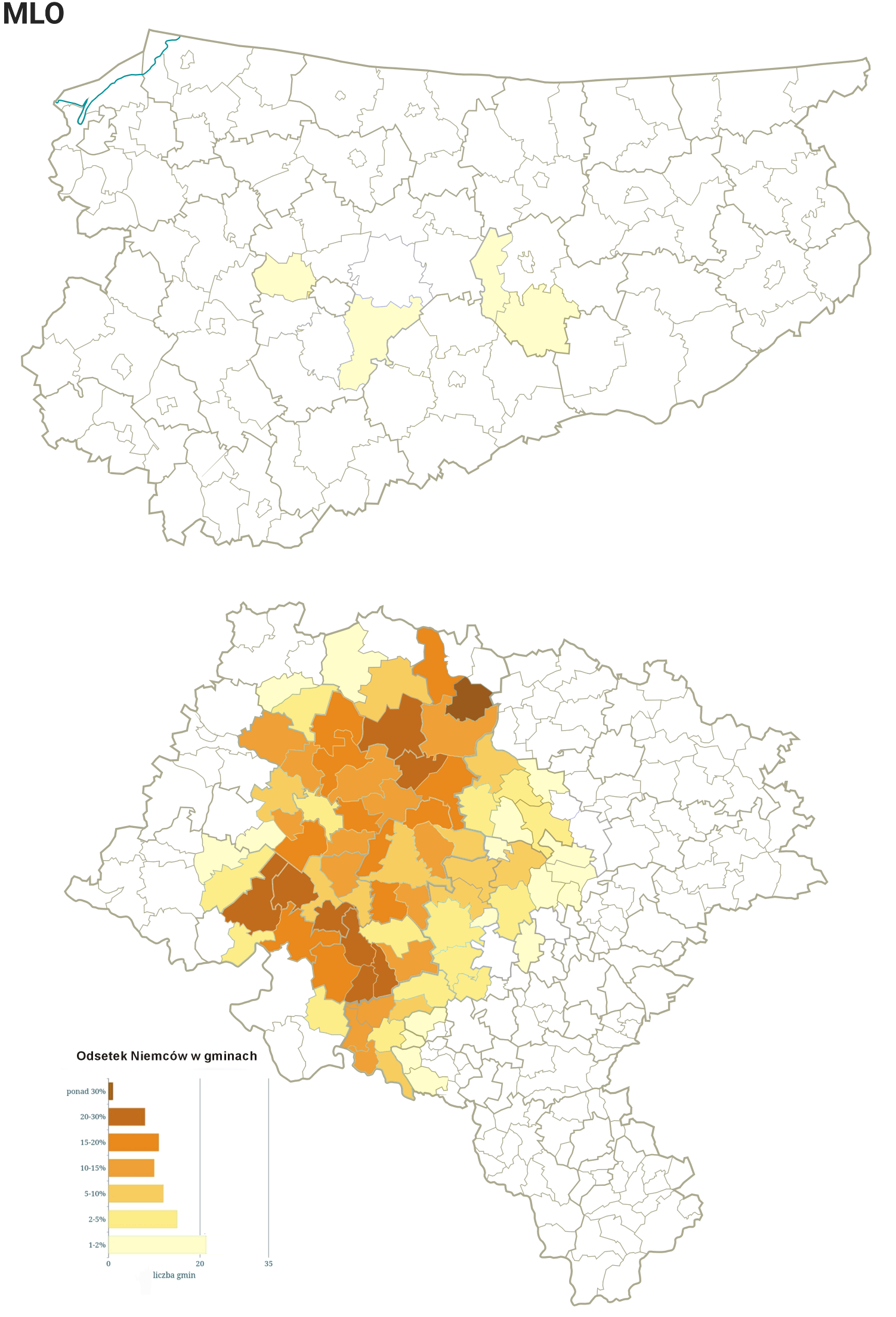
Gminy w Polsce (Warmia i Mazury oraz Górny Śląsk), w których co najmniej 1% mieszkańców określiło się w czasie spisu powszechnego z 2021 r. jako Niemcy

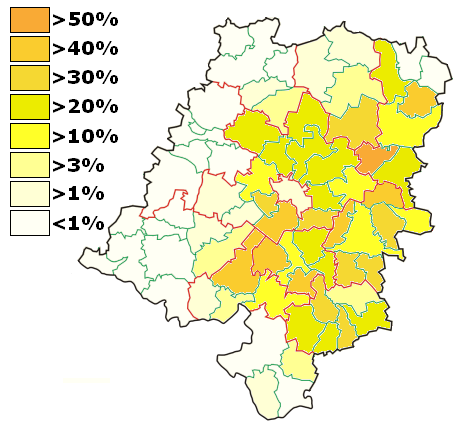
Głosy na listę Mniejszości niemieckiej w wyborach parlamentarnych w 2007 w poszczególnych gminach województwa opolskiego

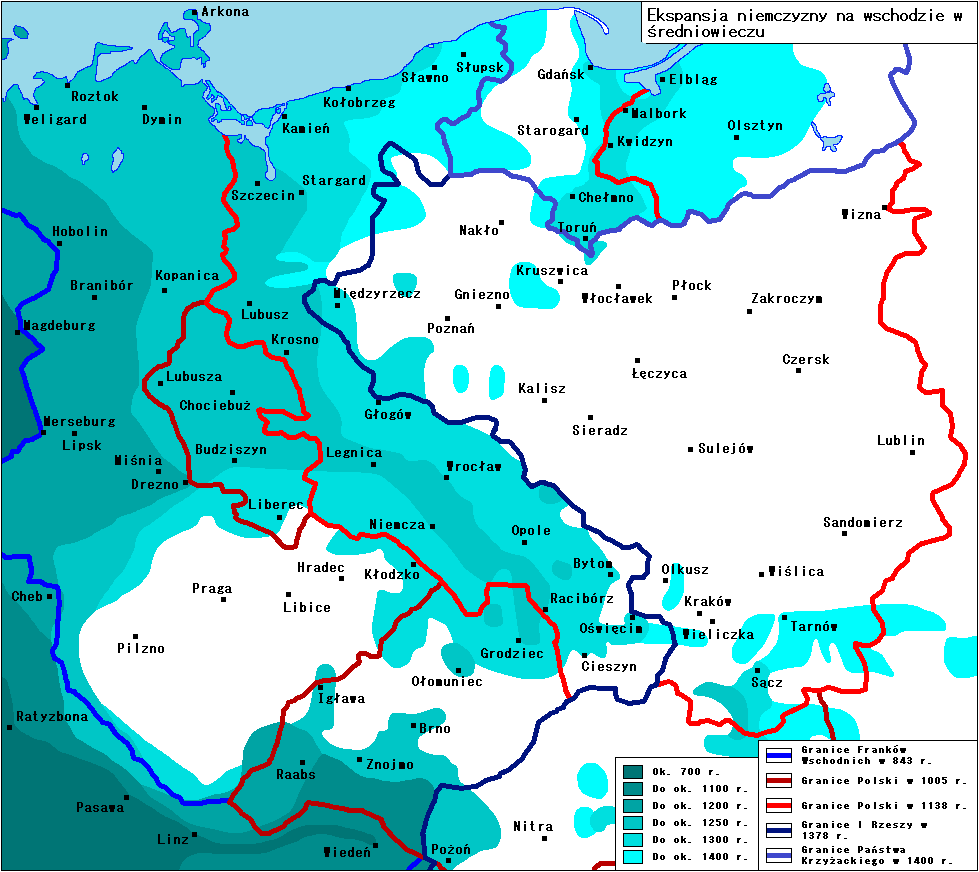
Osadnictwo i podboje niemieckie na wschodzie do 1400

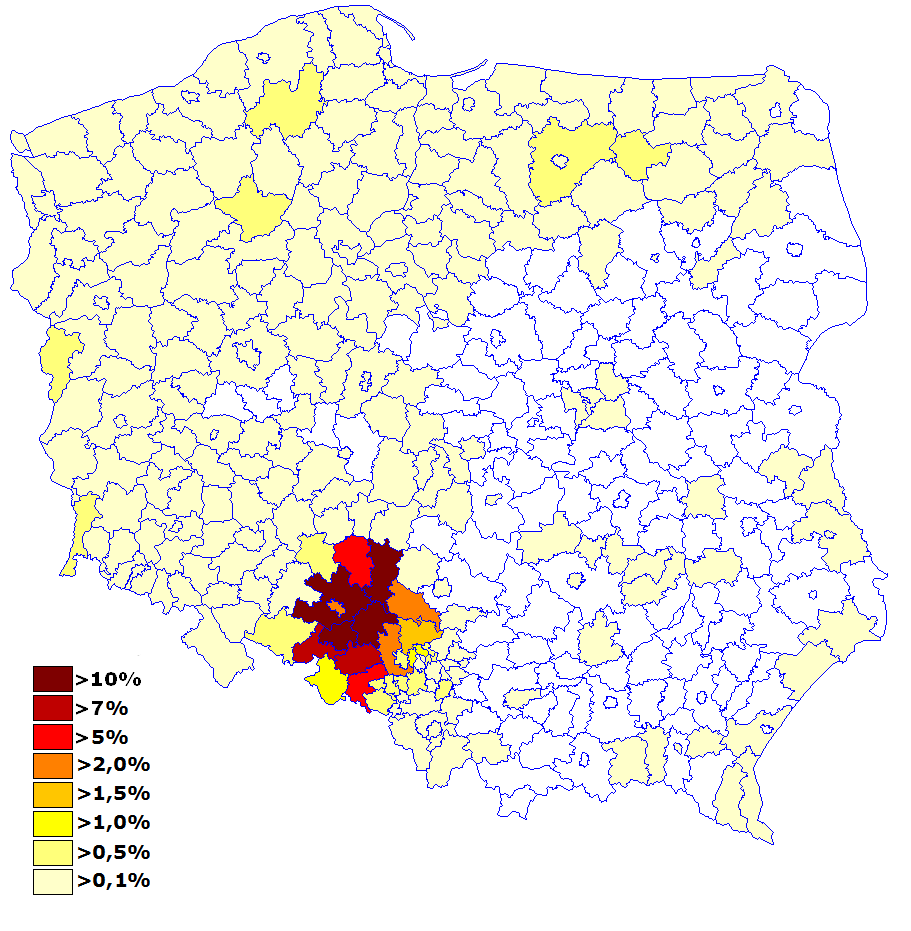
Odsetek ludności niemieckiej w podziale na powiaty według Narodowego Spisu Powszechnego Ludności i Mieszkań 2021 w Polsce

Mniejszość niemiecka w Polsce – największa liczebnie spośród ustawowo uznawanych mniejszości narodowych w Polsce.
Obecnie mniejszość niemiecka w Rzeczypospolitej Polskiej to obywatele Polski narodowości niemieckiej, którzy zadeklarowali swoją niemiecką narodowość w ramach spisów powszechnych organizowanych na terenie państwa polskiego.

## Historia
Ze względów historycznych i historyczno-geograficznych miejscem zamieszkania tej mniejszości są tereny, które w czasach historycznych znajdowały się na pograniczu polsko-niemieckim.
Z historycznego punktu widzenia na wzrost lub spadek liczby obywateli państwa polskiego pochodzenia niemieckiego największy wpływ miały wypadki dziejowe związane z:
- powstanie państwa zakonu krzyżackiego na terenach ziemi dobrzyńskiej i chełmińskiej a później opanowanie przez ten zakon terenów Prusów i prowadzona przez zakon polityka kolonizacji niemieckiej na całym obszarze nadbałtyckim od Pomorza Gdańskiego aż do Królewca;
- Odpadnięcie od Polski Śląska, Pomorza Zachodniego oraz ziemi lubuskiej. Wieloletnie panowanie dynastii niemieckich na tym obszarze oraz germanizacja dynastii rodzimych. Polityka germanizacyjna władz pruskich, która doprowadziła do znacznej germanizacji tych obszarów;
- Kolonizacja na prawie niemieckim;
- rozbiór i upadek państwa polskiego, germanizacja ludności polskiej pod zaborem niemieckim i masowe osadnictwo niemieckie na terenach zaboru pruskiego. Osadnictwo to przybrało rozmiary oficjalnej polityki kolonizacyjnej rządu pruskiego Ottona von Bismarcka;
- zmiany granic po drugiej wojnie światowej i ich przesunięcie na tzw. linię Odry i Nysy. Zmiany te dotyczą ziem niezaliczających się do byłego zaboru pruskiego;
- masowe wysiedlanie ludności niemieckiej przez cofające się jednostki armii niemieckiej i kontynuacja tego procesu przez aliantów i władze PRL w latach 1945–1950[2].

Pojęcie mniejszości narodowych pojawiło się, jako przedmiot zainteresowania badaczy i polityków, dopiero po I wojnie światowej. Według spisu powszechnego z 1931 r. w Polsce zamieszkiwało wówczas ok. 30% obywateli narodowości innej niż polska. Mniejszość niemiecka szacowana była na 734 tys. i pozycjonowało ją to na 5. miejscu.

## Stan obecny

### Pochodzenie
Obecnie na mniejszość niemiecką w Polsce składają się głównie obywatele Niemiec sprzed 1939 r. deklarujący wówczas narodowość polską - lub rzadziej - niemiecką oraz ich potomkowie na tzw. Ziemiach Odzyskanych, którzy po przejęciu tych terenów przez państwo polskie zadeklarowali narodowość polską i tylko w ten sposób uniknęli wysiedlenia po II wojnie światowej. W pierwszych dekadach po wojnie grupa ta była określana przez władze jako autochtoni. Również do tej grupy zaliczani byli etniczni Niemcy którzy poślubili polskich małżonków i mogli pozostać w Polsce; dotyczyło to również dzieci z rodzin mieszanych. 
Kolejną grupą byli etniczni Niemcy których ze względów ekonomicznych zostawiono w Polsce do lat 50; niektórzy z nich naturalizowali się. 
Część mniejszości niemieckiej m.in. z przyczyn ekonomicznych, ale nie tylko, emigrowała na stałe do Niemiec przy różnych okazjach. Po upadku komunizmu i otwarciu granic w latach 90. XX w. ożywiły się kontakty mniejszości niemieckiej z Niemcami. 
Osobną grupą są obywatele Niemiec osiedlający się w Polsce po 1989 roku których liczba wciąż rośnie oscylując około 20 tys. (2024).

### Dane statystyczne (2002)
Według wyników spisu powszechnego z 2002 r. narodowość niemiecką deklarowało 152 897 osób (0,4% mieszkańców Polski), spośród których 147 094 miało obywatelstwo polskie, co jest zgodnie z ustawą warunkiem koniecznym zaliczenia do niemieckiej mniejszości narodowej w Polsce. Najwięcej Niemców zamieszkuje w województwie opolskim – 106 855 osób (69,9% wszystkich zamieszkałych w Polsce Niemców) oraz w województwie śląskim – 31 882 osób (20,8% ogółu Niemców w Polsce), w pozostałych województwach mieszka ich łącznie 14 160 (9,3% ogółu Niemców w Polsce). Znaczący udział w ogóle mieszkańców Niemcy mają tylko w województwie opolskim – 10%. W pozostałych województwach stanowią niewielki odsetek mieszkańców: 0,67% w województwie śląskim, 0,32% w warmińsko-mazurskim i 0,1% w pomorskim. Najniższy odsetek (0,005%) Niemcy stanowią w województwie lubelskim i świętokrzyskim.
| Województwo                     | Liczba ludności | Liczba Niemców ogółem | Odsetek | Liczba Niemców należących do mniejszości |
| ------------------------------- | --------------- | --------------------- | ------- | ---------------------------------------- |
| województwo dolnośląskie        | 2 907 212       | 2158                  | 0,074   | 1792                                     |
| województwo kujawsko-pomorskie  | 2 069 321       | 717                   | 0,034   | 636                                      |
| województwo lubelskie           | 2 199 054       | 112                   | 0,005   | 84                                       |
| województwo lubuskie            | 1 008 954       | 651                   | 0,064   | 513                                      |
| województwo łódzkie             | 2 612 890       | 325                   | 0,012   | 263                                      |
| województwo małopolskie         | 3 232 408       | 261                   | 0,008   | 181                                      |
| województwo mazowieckie         | 5 124 018       | 574                   | 0,011   | 351                                      |
| województwo opolskie            | 1 065 043       | 106 855               | 10,033  | 104 399                                  |
| województwo podkarpackie        | 2 103 837       | 116                   | 0,006   | 76                                       |
| województwo podlaskie           | 1 208 606       | 85                    | 0,007   | 65                                       |
| województwo pomorskie           | 2 179 900       | 2319                  | 0,106   | 2016                                     |
| województwo śląskie             | 4 742 874       | 31 882                | 0,672   | 30 531                                   |
| województwo świętokrzyskie      | 1 297 477       | 70                    | 0,005   | 42                                       |
| województwo warmińsko-mazurskie | 1 428 357       | 4535                  | 0,317   | 4311                                     |
| województwo wielkopolskie       | 3 351 915       | 1013                  | 0,03    | 820                                      |
| województwo zachodniopomorskie  | 1 698 214       | 1224                  | 0,072   | 1014                                     |
| Ogółem                          | 38 230 080      | 152 897               | 0,4     | 147 094                                  |

### Dane statystyczne (2011)
Zgodnie z informacjami zawartymi w Narodowym Spisie Powszechnym Ludności i Mieszkań z 2011 r. odnotowano w sumie 147,8 tys. osób deklarujących przynależność niemiecką (jako jedyną narodowość niemiecką wskazało jedynie 44,5 tys. osób, 103,3 tys. osób połączyło narodowość niemiecką z polską, 74,5 tys. osób zadeklarowało narodowość niemiecką jako pierwszą, 73,3 tys. jako drugą). Miastem z największym udziałem Niemców jest Biała Prudnicka (32,2%).
| Województwo                     | Liczba mieszkańców | Z tego Niemcy | Procentowo |
| ------------------------------- | ------------------ | ------------- | ---------- |
| województwo opolskie            | 1 016 212          | 78 595        | 7,73       |
| województwo śląskie             | 4 630 366          | 35 187        | 0,76       |
| województwo warmińsko-mazurskie | 1 452 147          | 4843          | 0,33       |
| województwo pomorskie           | 2 276 174          | 4830          | 0,21       |
| województwo zachodniopomorskie  | 1 722 885          | 3535          | 0,21       |
| województwo lubuskie            | 1 022 843          | 1846          | 0,18       |
| województwo dolnośląskie        | 2 915 241          | 5032          | 0,17       |
| województwo kujawsko-pomorskie  | 2 097 635          | 2507          | 0,12       |
| województwo wielkopolskie       | 3 447 441          | 3421          | 0,10       |
| województwo łódzkie             | 2 538 677          | 1489          | 0,06       |
| województwo mazowieckie         | 5 268 660          | 2937          | 0,06       |
| województwo małopolskie         | 3 337 471          | 1315          | 0,04       |
| województwo podlaskie           | 1 202 365          | 438           | 0,04       |
| województwo lubelskie           | 2 175 700          | 819           | 0,04       |
| województwo podkarpackie        | 2 127 286          | 590           | 0,03       |
| województwo świętokrzyskie      | 1 280 721          | 430           | 0,03       |
| Polska                          | 38 511 824         | 147 814       | 0,38       |

### Dane statystyczne (2021)
Zgodnie z informacjami zawartymi w Narodowym Spisie Powszechnym Ludności i Mieszkań z 2021 r. odnotowano w sumie 144,2 tys. osób deklarujących przynależność niemiecką, co oznacza spadek o 3,6 tys. w porównaniu z danymi sprzed 10 lat. Największy spadek odnotowano w woj. opolskim; z 104 399 w 2002 r. do 59 911 w 2021. Obie liczby mogą być skorelowane z liczbą osób deklarujących tzw. narodowość śląską: wzrost z 24 tys. w 2002 do 60 tys. w 2021. 
| Województwo                     | Liczba mieszkańców | Z tego Niemców | Procentowo |
| ------------------------------- | ------------------ | -------------- | ---------- |
| Województwo opolskie            | 954 133            | 59 911         | 6,28%      |
| Województwo śląskie             | 4 402 536          | 27 923         | 0,63%      |
| Województwo dolnośląskie        | 2 904 894          | 8978           | 0,31%      |
| Województwo pomorskie           | 2 357 320          | 7055           | 0,30%      |
| Województwo wielkopolskie       | 3 504 579          | 6306           | 0,18%      |
| Województwo mazowieckie         | 5 475 754          | 5318           | 0,10%      |
| Województwo zachodniopomorskie  | 1 647 530          | 5222           | 0,32%      |
| Województwo warmińsko-mazurskie | 1 371 380          | 4717           | 0,34%      |
| Województwo kujawsko-pomorskie  | 2 019 680          | 3939           | 0,20%      |
| Województwo lubuskie            | 985 532            | 3478           | 0,35%      |
| Województwo małopolskie         | 3 415 178          | 3409           | 0,10%      |
| Województwo łódzkie             | 2 400 874          | 2378           | 0,10%      |
| Województwo podkarpackie        | 2 085 006          | 1757           | 0,08%      |
| Województwo lubelskie           | 2 052 340          | 1737           | 0,18%      |
| Województwo świętokrzyskie      | 1 192 985          | 1134           | 0.10%      |
| Województwo podlaskie           | 1 133 137          | 915            | 0,08%      |
| Polska                          | 38 036 118         | 144 177        | 0,37%      |

### Organizacja

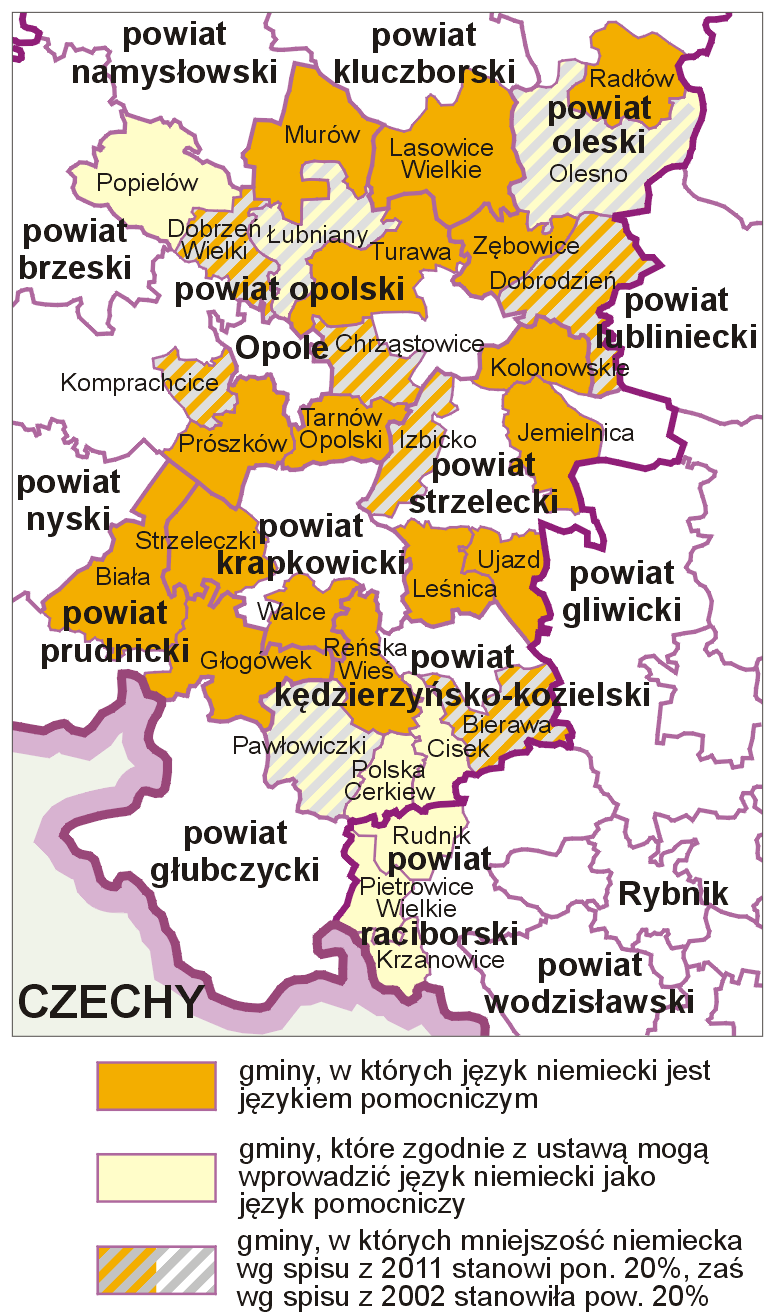

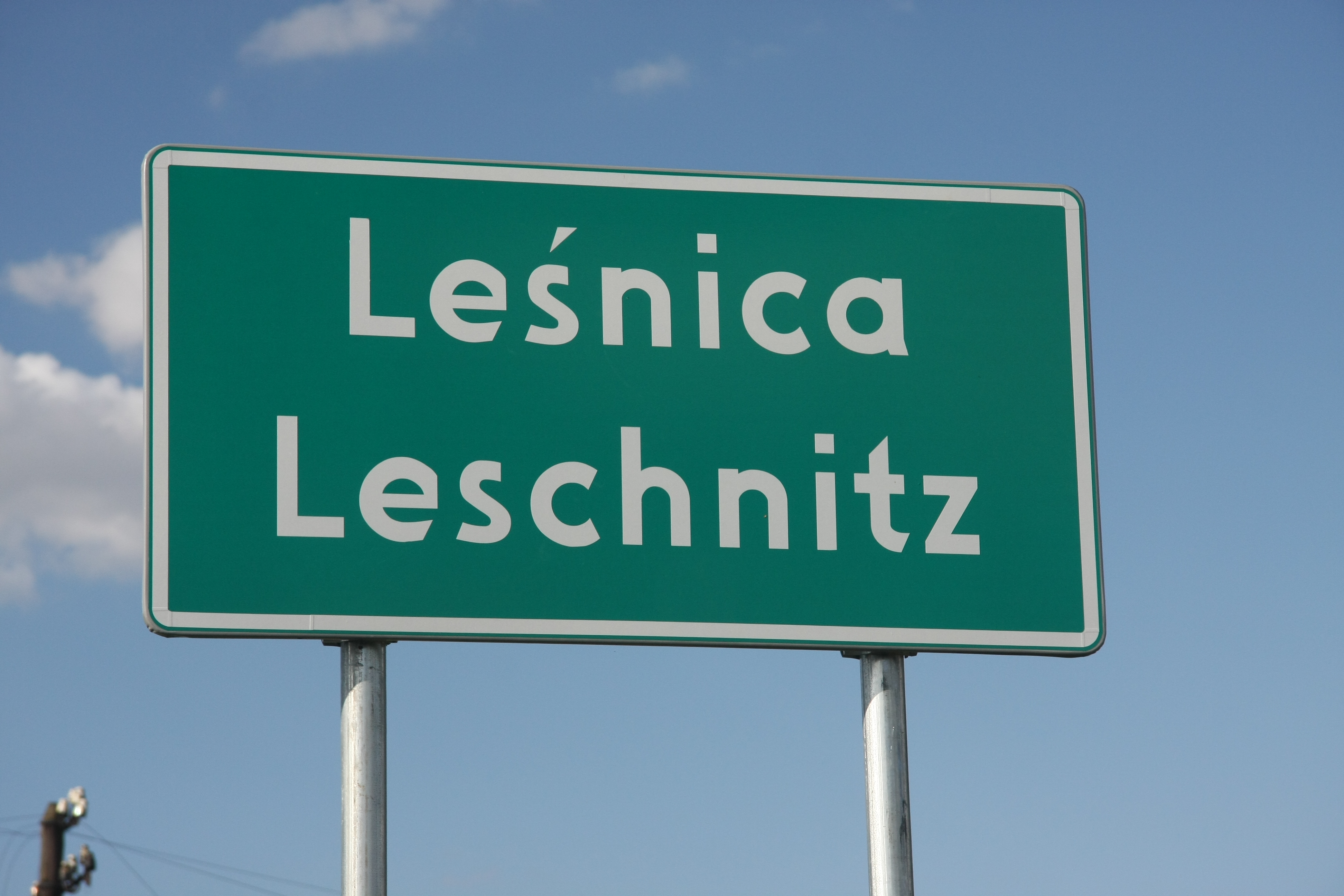
Tablica z nazwą polską i niemiecką przed wjazdem do Leśnicy

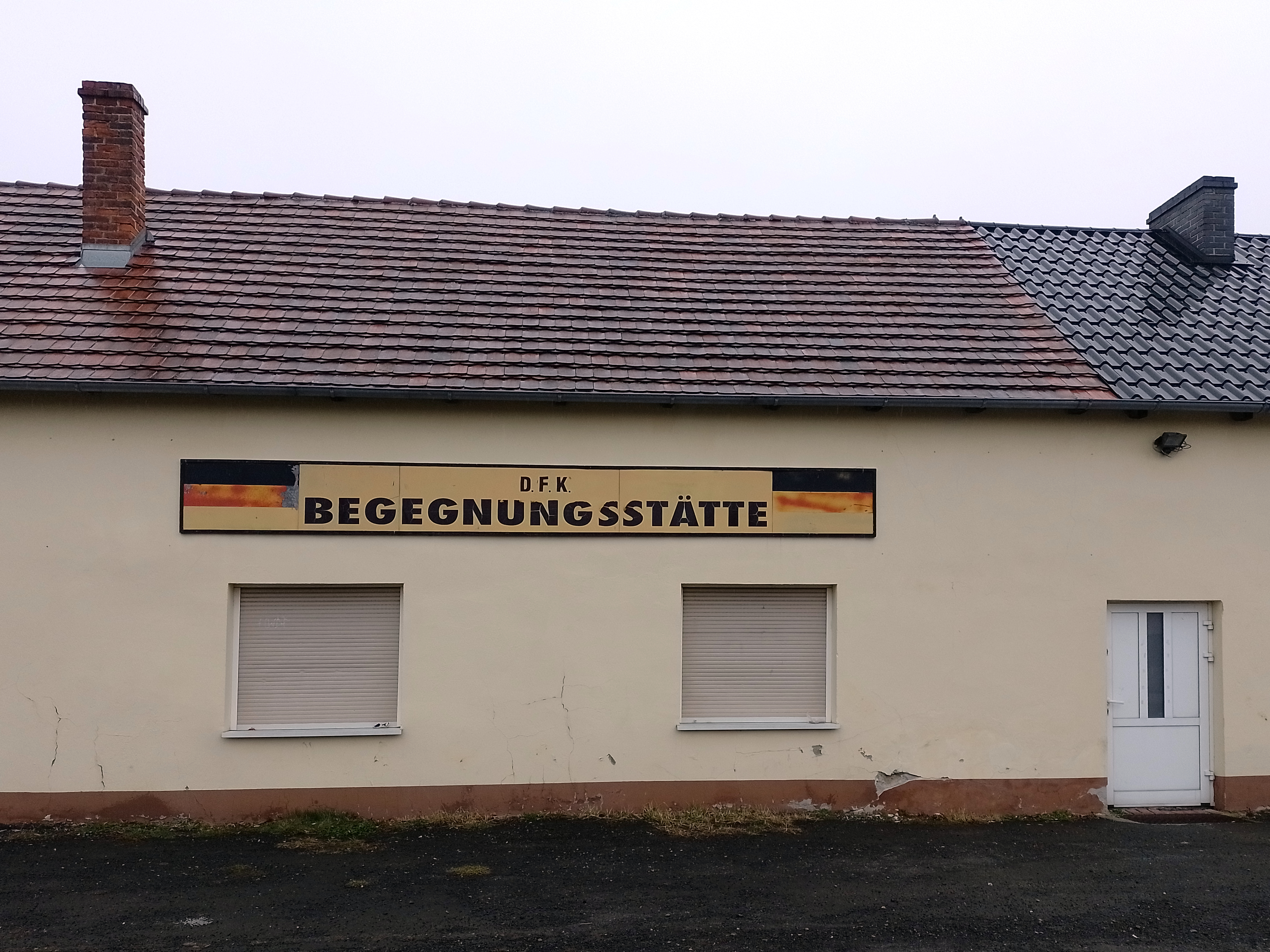
Siedziba koła mniejszości niemieckiej w Tarnowie Opolskim

Obecnie największym stowarzyszeniem mniejszości niemieckiej w Polsce jest Towarzystwo Społeczno-Kulturalne Niemców na Śląsku Opolskim (TSKN), zaś „jedyną organizacją Mniejszości Niemieckiej w Polsce, która nie jest finansowana przez rząd niemiecki”, lecz przez 11 112 płacących składki członków i Departament Kultury Mniejszości Narodowych w Warszawie, jest Rada Niemców Górnośląskich z siedzibą w Katowicach. Największą i najstarszą organizacją młodzieżową natomiast jest Związek Młodzieży Mniejszości Niemieckiej w RP.
TSKN regularnie (od 1991 r.) zgłasza swoich kandydatów w wyborach parlamentarnych z listy komitetu wyborczego „Mniejszość Niemiecka”. Komitet wyborczy mniejszości narodowej nie jest związany klauzulą zaporową 5% głosów w skali kraju, determinującą prawo do uczestniczenia w podziale mandatów w wyborach do Sejmu.
Mniejszość Niemiecka uzyskiwała:
- w 1991 – 7 mandatów poselskich 6 mandatów w okręgach wyborczych i 1 mandat z listy ogólnopolskiej przy 1,18% głosów oraz 1 mandat senatorski (Gerhard Bartodziej)
- w 1993 – 3 mandaty dla TSKN (0,44% głosów) oraz 1 mandat senatorski i 1 mandat poselski dla DFK
- w 1997 – 2 mandaty (16,96% głosów na Opolszczyźnie, 0,39% w skali kraju)
- w 2001 – 2 mandaty (13,62% głosów na Opolszczyźnie, 0,36% w skali kraju)
- w 2005 – 2 mandaty (12,92% głosów w województwie opolskim, 0,29% w skali kraju)
- w 2007 – 1 mandat (8,81% głosów w województwie opolskim, 0,20% w skali kraju)
- w 2011 – 1 mandat (8,50% głosów w województwie opolskim, 0,19% w skali kraju)
- w 2015 – 1 mandat (8,14% głosów w województwie opolskim, 0,18% w skali kraju)
- w 2019 – 1 mandat (7,90% głosów w województwie opolskim, 0,17% w skali kraju)
- w 2023 – 0 mandatów (5,37% głosów w województwie opolskim, 0,12% w skali kraju)

### Język niemiecki w gminach i dwujęzyczne nazwy miejscowości
Język niemiecki (stan na 16 kwietnia 2021) wprowadzony jest jako pomocniczy w 22 gminach województwa opolskiego (Biała, Bierawa, Chrząstowice, Dobrodzień, Dobrzeń Wielki, Głogówek, Izbicko, Jemielnica, Kolonowskie, Komprachcice, Lasowice Wielkie, Leśnica, Murów, Prószków, Radłów, Reńska Wieś, Strzeleczki, Tarnów Opolski, Turawa, Ujazd, Walce, Zębowice).
W 31 gminach województwa opolskiego i śląskiego wprowadzono 359 dodatkowych niemieckich nazw dla miast, wsi i ich części (Biała, Bierawa, Chrząstowice, Cisek, Dobrodzień, Dobrzeń Wielki, Izbicko, Głogówek, Gogolin, Jemielnica, Kolonowskie, Komprachcice, Krzanowice, Lasowice Wielkie, Leśnica, Łubniany, Murów, Polska Cerekiew, Radłów, Reńska Wieś, Rudnik, Pawłowiczki, Popielów, Prószków, Sośnicowice, Strzeleczki, Tarnów Opolski, Turawa, Ujazd, Walce, Zębowice).